# Orthant
Ein Orthant bezeichnet in der Geometrie die Teilmenge des {\displaystyle d}-dimensionalen Raumes {\displaystyle \mathbb {R} ^{d}}, die auf jeweils genau einer Seite der durch den Ursprung verlaufenden achsenparallelen Hyperebenen liegt.
Ein Orthant ist damit eine Menge der Form
{\displaystyle \{x=(x_{1},\ldots ,x_{d})\in \mathbb {R} ^{d}\mid x_{i}\cdot d_{i}\geq 0\}},
wobei die {\displaystyle d_{i}\in \{-1,1\}} für {\displaystyle i\in \{1,\ldots ,d\}} fest gewählt sind.
Daraus folgt, dass es genau {\displaystyle 2^{d}} Orthanten gibt.
Genauer spricht man von abgeschlossenen Orthanten, denn es handelt sich um abgeschlossene Mengen. Die offenen Orthanten erhält man, wenn man in obiger Definition das {\displaystyle \geq } durch die strikte Ungleichung {\displaystyle >} ersetzt.
Manche Autoren betrachten auch um einen festen Vektor verschobene Orthanten. So wird in die Menge {\displaystyle \{x\in \mathbb {R} ^{d}\mid x\leq a\}} als der untere Orthant an den Vektor {\displaystyle a\in \mathbb {R} ^{d}} bezeichnet.

## Beispiele
- Im {\displaystyle \mathbb {R} ^{2}} sind die Orthanten die vier Quadranten des kartesischen Koordinatensystems.

- Im {\displaystyle \mathbb {R} ^{3}} nennt man die acht Orthanten entsprechend Oktanten.